# CSRP1
CSRP1‏ (Cysteine and glycine rich protein 1) هوَ بروتين يُشَفر بواسطة جين CSRP1 في الإنسان.